# Liste der Olympiasieger im Softball
Die Liste der Olympiasieger im Softball führt sämtliche Sieger sowie die Zweit- und Drittplatzierten der Softball-Wettbewerbe bei den Olympischen Sommerspielen auf. Den Abschluss bildet die Nationenwertung.
Softball war olympische Sportart für Frauen seit den XXVI. Olympischen Spielen 1996 in Atlanta bis zu den XIX. Olympischen Spielen 2008 in Peking. Bei den XXII. Olympischen Spielen 2020 in Tokio war Softball wieder im olympischen Programm.

## Überblick
| Olympia | Gold | Silber | Bronze |
| ------- | --- | --- | --- |
| 1996    | Vereinigte Staaten Dani Tyler Christa Lee Williams Laura Berg Gillian Boxx Sheila Cornell Lisa Fernandez Michele Granger Lori Harrigan Dionna Harris Kim Maher Leah O’Brien Dot Richardson Julie Smith Michele Smith Shelly Stokes                             | Volksrepublik China An Zhongxin Chen Hong He Liping Lei Li Liu Yaju Liu Xuqing Ma Ying Ou Jingbai Tao Hua Wang Lihong Wang Ying Wei Qiang Xu Jian Yan Fang Zhang Chunfang                                                                  | Australien Joanne Brown Kim Cooper Carolyn Crudgington Kerry Dienelt Peta Edebone Tanya Harding Jennifer Holliday Jocelyn Lester Sally McDermid Francine McRae Haylea Petrie Nicole Richardson Melanie Roche Natalie Ward Brooke Wilkins |
| 2000    | Vereinigte Staaten Dot Richardson Laura Berg Lisa Fernandez Crystl Bustos Jennifer Brundage Michele Smith Sheila Douty Stacey Nuveman Leah O’Brien Christie Ambrosi Jennifer McFalls Danielle Henderson Christa Lee Williams Lori Harrigan Michelle Venturella | Japan Haruka Saito Misako Ando Reika Utsugi Noriko Yamaji Miyo Yamada Shiori Koseki Kazue Itō Emi Naito Hiroko Tamoto Mariko Masubuchi Yoshimi Kobayashi Naomi Matsumoto Yumiko Fujii Taeko Ishakawa Juri Takayama                         | Australien Sandy Allen-Lewis Joanne Brown Kerry Dienelt Peta Edebone Sue Fairhurst Silina Follas Fiona Hanes Kelly Hardie Tanya Harding Sally McCreedy Simmone Morrow Melanie Roche Natalie Titcume Natalie Ward Brooke Wilkins          |
| 2004    | Vereinigte Staaten Leah Amico Laura Berg Crystl Bustos Lisa Fernandez Jennie Finch Tairia Flowers Amanda Freed Lori Harrigan Lovieanne Jung Kelly Kretschman Jessica Mendoza Stacy Nuveman Catherine Osterman Jenny Topping Natasha Watley                     | Australien Sandy Allen-Lewis Marissa Carpadios Fiona Crawford Amanda Doman Peta Edebone Tanya Harding Natalie Hodgskin Simmone Morrow Tracey Mosley Stacey Porter Melanie Roche Natalie Titcume Natalie Ward Brooke Wilkins Kerry Wyborn   | Japan Emi Inui Kazue Itō Masumi Mishina Emi Naito Haruka Saito Hiroko Sakai Naoko Sakamoto Rie Satō Yuki Satō Juri Takayama Yukiko Ueno Reika Utsugi Eri Yamada Noriko Yamaji                                                            |
| 2008    | Japan Yukiyo Mine Rei Nishiyama Masumi Mishina Ayumi Karino Motoko Fujimoto Megu Hirose Sachiko Itō Eri Yamada Mika Someya Naho Emoto Yukiko Ueno Hiroko Sakai Emi Inui Rie Satō Satoko Mabuchi                                                                | Vereinigte Staaten Jessica Mendoza Lovieanne Jung Crystl Bustos Cat Osterman Tairia Flowers Kelly Kretschman Monica Abbott Vicky Galindo Caitlin Lowe Jennie Finch Andrea Duran Natasha Watley Stacey Nuveman Lauren Lappin Laura Berg     | Australien Danielle Stewart Melanie Roche Natalie Ward Tanya Harding Sandy Allen-Lewis Tracey Mosley Justine Smethurst Kerry Wyborn Stacey Porter Kylie Cronk Natalie Titcume Kelly Hardie Belinda Wright Simmone Morrow Jodie Bowering  |
| 2020    | Japan Haruka Agatsuma Mana Atsumi Yamato Fujita Nozomi Goto Nodoka Harada Yuka Ichiguchi Hitomi Kawabata Nayu Kiyohara Yukiyo Mine Sayaka Mori Minori Naito Yukiko Ueno Saki Yamazaki Eri Yamada Yu Yamamoto                                                   | Vereinigte Staaten Ali Aguilar Monica Abbott Valerie Arioto Ally Carda Amanda Chidester Rachel Garcia Haylie McCleney Michelle Moultrie Dejah Mulipola Aubree Munro Bubba Nickles Cat Osterman Janie Reed Delaney Spaulding Kelsey Stewart | Kanada Jenna Caira Emma Entzminger Larissa Franklin Jennifer Gilbert Sara Groenewegen Kelsey Harshman Victoria Hayward Danielle Lawrie Janet Leung Joey Lye Erika Polidori Kaleigh Rafter Lauren Regula Jennifer Salling Natalie Wideman |

## Medaillengewinner
Aufgenommen werden Softballerinnen, die mindestens zwei olympische Goldmedaillen gewonnen haben.
| Platz | Name                 | Land               | Von  | Bis  | Gold | Silber | Bronze | Gesamt |
| ----- | -------------------- | ------------------ | ---- | ---- | ---- | ------ | ------ | ------ |
| 1.    | Laura Berg           | Vereinigte Staaten | 1996 | 2008 | 3    | 1      | –      | 4      |
| 2.    | Leah O’Brien         | Vereinigte Staaten | 1996 | 2004 | 3    | –      | –      | 3      |
| 2.    | Lisa Fernandez       | Vereinigte Staaten | 1996 | 2004 | 3    | –      | –      | 3      |
| 2.    | Lori Harrigan        | Vereinigte Staaten | 1996 | 2004 | 3    | –      | –      | 3      |
| 5.    | Crystl Bustos        | Vereinigte Staaten | 2000 | 2008 | 2    | 1      | –      | 3      |
| 5.    | Stacy Nuveman        | Vereinigte Staaten | 2000 | 2008 | 2    | 1      | –      | 3      |
| 7.    | Yukiko Ueno          | Japan              | 2004 | 2020 | 2    | –      | 1      | 3      |
| 7.    | Eri Yamada           | Japan              | 2004 | 2020 | 2    | –      | 1      | 3      |
| 9.    | Christa Lee Williams | Vereinigte Staaten | 1996 | 2000 | 2    | –      | –      | 2      |
| 9.    | Yukiyo Mine          | Japan              | 2008 | 2020 | 2    | –      | –      | 2      |
| 9.    | Dot Richardson       | Vereinigte Staaten | 1996 | 2000 | 2    | –      | –      | 2      |
| 9.    | Michele Smith        | Vereinigte Staaten | 1996 | 2000 | 2    | –      | –      | 2      |

## Nationenwertung
| Platz | Land                | Gold | Silber | Bronze | Gesamt |
| ----- | ------------------- | ---- | ------ | ------ | ------ |
| 1.    | Vereinigte Staaten  | 3    | 2      | –      | 5      |
| 2.    | Japan               | 2    | 1      | 1      | 4      |
| 3.    | Australien          | –    | 1      | 3      | 4      |
| 4.    | Volksrepublik China | –    | 1      | –      | 1      |
| 5.    | Kanada              | –    | –      | 1      | 1      |